# Konrad Stein
Konrad Stein (* 24. November 1674 in Rostock; † 6. Juni 1732 in Königsberg (Preußen)) war ein deutscher Jurist und Hochschullehrer.

## Leben
Stein war ein Sohn des Kaufmanns und Hospitalvorstehers Walther Stein und dessen Frau Anna, Tochter des Kaufmanns Jakob Hinckelmann. Er war ein jüngerer Bruder des späteren Königsberger Juristen Johann Stein und des Rostockers Matthias Stein. Er studierte seit dem 2. November 1694 an der Universität Rostock. 1697 war er Respondent seines Bruders Johann Stein an der Universität Königsberg und am 12. Dezember 1699 wurde er an der juristischen Fakultät in Rostock von seinem Bruder Matthias examiniert.
1701 erwarb er das Lizentiat der Rechte in Rostock und 1702 promovierte an der Universität Kiel zum Doktor der Rechte. 1703 wurde er außerordentlicher Professor an der juristischen Fakultät der Universität Königsberg und Hofgerichtsadvokat. Seit 1717 beteiligte er sich als Stadtrat an den kommunalen Vorgängen in Königsberg. Er wurde 1722 Hofhalsgerichtsassessor und 1731 ordentlicher vierter Professor der Rechte an der Königsberger Akademie.

## Familie
Aus seiner Ehe mit Elisabeth Höpner sind Kinder bekannt. Von diesen kennt man:
- Anna Regina (* 6. Juni 1707)
- Christoph Konrad (* 31. Oktober 1709) stud. Phil 1725
- Johann Hieronymus (* 12. Januar 1712) stud. Med. 1712
- Reinhold Walther (* 12. Januar 1714)
- Regina Louise (* 4. März 1715)

## Werke
- Disp. de dissensu Ictorum circa forum patriae. Rostock.
- De officio Advocati. Königsberg 1703.
- De fama. Königsberg 1703.
- De usu pacti conjugalis taciti successorii in foro prutenico. Königsberg.
- De Requisitis ad virtutum moralium acquisitionem neccessariis. Königsberg.